# Mur bezpieczeństwa

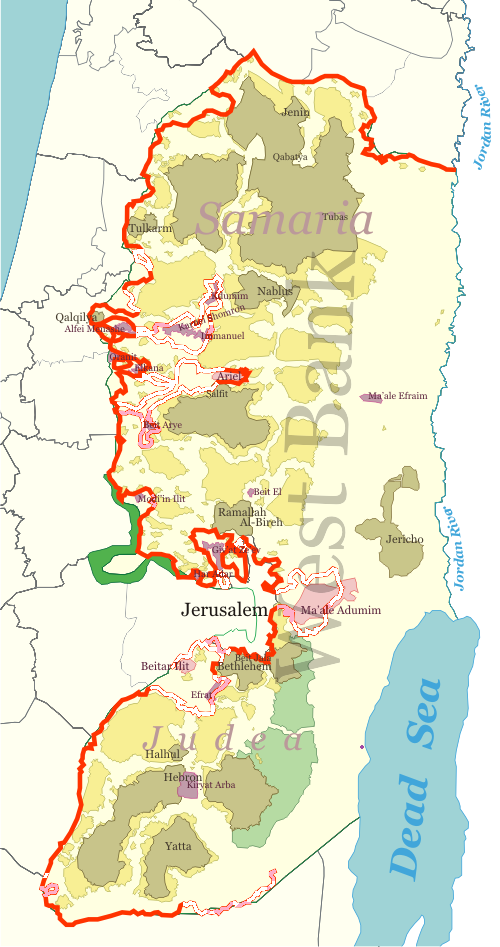
Przebieg muru wzniesionego (kolor czerwony) i w trakcie budowy (kolor różowy) w czerwcu 2011, jak i również odcinków zatwierdzonych, odrzuconych lub proponowanych (kolor biały). Proponowane rozszerzenie fragmentu południowego (nie pokazane) podąża wzdłuż zielonego pola i kończy się na fioletowej kropce na wybrzeżu Morza Martwego. Przebieg niektórych wcześniej zatwierdzonych fragmentów stał się niepewny z powodu decyzji Izraelskiego Sądu Najwyższego i jest przedmiotem ponownego planowania

Mur bezpieczeństwa, bariera bezpieczeństwa (hebr. גדר ההפרדה lub חומת ההפרדה – „płot rozdzielający”, „mur separacji”) – system fortyfikacji, bariera terenowa zbudowana z inicjatywy Izraela celem ochrony izraelskich obywateli przed ewentualnymi atakami terrorystycznymi ze strony mieszkańców Zachodniego Brzegu Jordanu.
Pod przewodami elektrycznymi pod napięciem ogrodzenie to jest wyposażone w czujniki wykrywające intruzów. Mur powstaje z betonowych bloków lub z podłączonych do prądu siatek. W 2006 roku było w nim 65 przejść, z których 27 jest dostępnych dla Palestyńczyków.
Mur rozciąga się od Dżanin do Kalkilja. Zbudowano również 20-kilometrowy fragment otaczający od północy i południa Jerozolimę.

## Historia
Pomysł budowy muru pojawił się już w rządzie Jicchaka Rabina. Miał on się stać granicą pomiędzy Izraelem, a przyszłym państwem palestyńskim. Jednak w 1996 roku doszło do zawieszenia planów budowy przez ministra obrony Jicchaka Mordechaja. Budowa pierwszego odcinka została rozpoczęta w listopadzie 2000 roku za rządów premiera Ehuda Baraka. Mur rozdzielał północne i centralne tereny Zachodniego Brzegu, uniemożliwiając ruch pojazdów. W czerwcu 2001 roku Ariel Szaron ustanowił komitet, który miał opracować plan ograniczenia możliwości przenikania palestyńskich bojówek na tereny należące do Izraela. W kwietniu 2002 roku po fali zamachów, w których zginęło 75 Izraelczyków zapadła decyzja o budowie kolejnych odcinków na trzech obszarach Zachodniego Brzegu.
Izraelski rząd zatwierdził plan budowy pierwszego odcinka muru 14 czerwca 2002. Budowa rozpoczęła się dwa dni później - w rejonie przejścia granicznego Salem, na północy Zachodniego Brzegu. Budowę zakończono ją 31 lipca 2003. Kolejne fragmenty bariery są sukcesywnie budowane. Do lipca 2007 gotowe były odcinki o łącznej długości 450 km, co stanowi nieco ponad połowę planowanej ogólnej infrastruktury (cały mur ma liczyć 790 km długości).

## Przebieg trasy muru
Bariera podzielona jest na trzy części: sekcję północną, Jerozolimę oraz sekcję południową. Mur zbudowano wzdłuż linii demarkacyjnej z 1949 roku, zwanej też „zieloną linią”, jednak w wielu miejscach mur oddala się od niej, separując od terytorium Autonomii Palestyńskiej osiedla żydowskie, m.in. Wschodnią Jerozolimę, Ari’el, Gusz Ecjon, Immanu’el, Karne Szomeron, Oranit. Mur bezpieczeństwa ma 66 bram (dane z lipca 2008), jednak Palestyńczycy mogą korzystać jedynie z 39 z nich. Niektóre z bram (m.in. w Dżeninie i Tulkarmie) otwierane są tylko sezonowo, np. w okresie żniw.

### Część północna
Północny fragment muru ciągnie się na długości 123 km. Przebiega przez punkt kontrolny Salem, dalej na zachód znacznie odbiega od zielonej linii, przyłączając na stronę izraelską tereny aż do wsi Chinnanit i Szaked. W okolicach miasta Tulkarm bariera zbudowana jest wzdłuż zielonej linii. Dalej na południe znajdują się kolejne palestyńskie enklawy za murem, m.in. moszaw Salit. Miasto Kalkilja pozostawiono po stronie palestyńskiej, oddzielono zaś m.in. leżące dalej na południe miejscowości: Elkana, Modi’in Illit, Har Adar, Giwat Ze’ew i Pisgat Ze’ew.

### Jerozolima
W dystrykcie Jerozolimy mur bezpieczeństwa zbudowano wokół wsi Bajt Iksa (na północ od Jerozolimy). Po stronie izraelskiej znajduje się także osada Szu’afat (obecnie jedna z dzielnic Jerozolimy). Planowana jest budowa muru wokół Ma’ale Adummim, Miszor Adummim i Al-Ka’abina. Częściowo ogrodzona jest Wschodnia Jerozolima ze Starym Miastem.

### Część południowa

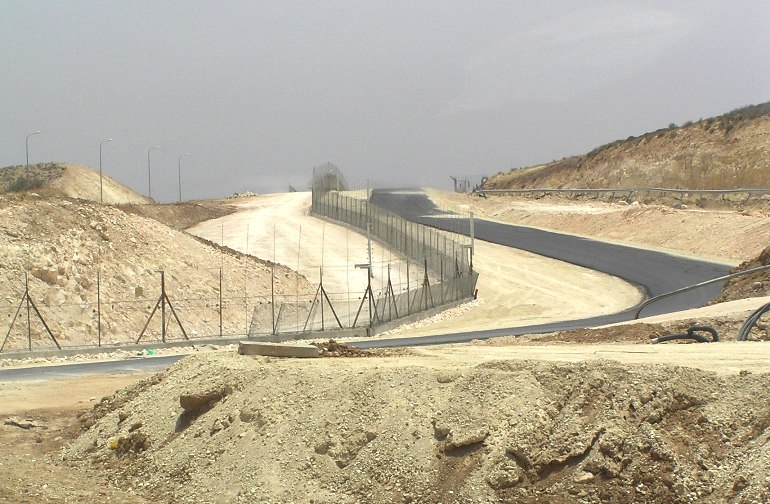
Mur obronny Izraela w Metar w południowym Hebronie

Murem otoczone jest od północy i zachodu miasto Betlejem (pozostaje tym samym przy Autonomii Palestyńskiej). Trasa budowy kolejnego fragmentu muru przebiega coraz dalej od zielonej linii, aż do kibucu Migdal Oz. Następna, wybudowana już część muru, omija Hebron, pokrywając się niemal zupełnie z linią demarkacyjną z 1949. Planowane jest jednak wydzielenie miejscowości Eszkolot na południu. Sansana i Mecadot Jehuda już znajdują się za murem po stronie izraelskiej.

## Kontrowersje
Budowa muru przez Izrael wzbudziła liczne głosy sprzeciwu ze strony Palestyńczyków i światowej opinii publicznej.
Międzynarodowy Trybunał Sprawiedliwości w Hadze nazwał konstrukcję „murem apartheidu” i w 2004 roku określił ją jako sprzeczną z prawem międzynarodowym, nakazał jego wyburzenie. Opinię tę w tym samym miesiącu potwierdziło Zgromadzenie Ogólne ONZ. Jednak izraelski Trybunał Sprawiedliwości orzekł, że budowa muru jest zgodna z prawem międzynarodowym.
Badanie ankietowe, którego wyniki opublikował The Jerusalem Post, wykazało, iż 72% Palestyńczyków doświadczyło szykan słownych i upokorzeń ze strony izraelskich żołnierzy strzegących bram w murze bezpieczeństwa, zaś 24% zgłosiło naruszenie lub odmowę pozwolenia transportu produktów rolnych. Strona izraelska tłumaczy, że mur jest niezbędnym środkiem ochrony ludności cywilnej przed atakami palestyńskich terrorystów, posiłkując się argumentem o spadku tego typu incydentów po 2002 roku.
Budowa muru spowodowała utratę prawie 10% ziemi uprawnych Palestyńczyków, zajął miejsce uprawy prawie 1,5 miliona drzew oliwnych. Wskutek ograniczeń w dostępie do wody Palestyńczycy mogą uprawiać jedną trzecią swoich ziem. Odcięcie od ziem i miejsc pracy spowodowało znaczną pauperyzację Palestyńczyków - w 2006 roku 67% rodzin palestyńskich żyło poniżej granicy ubóstwa.